# Festa de COVID-19

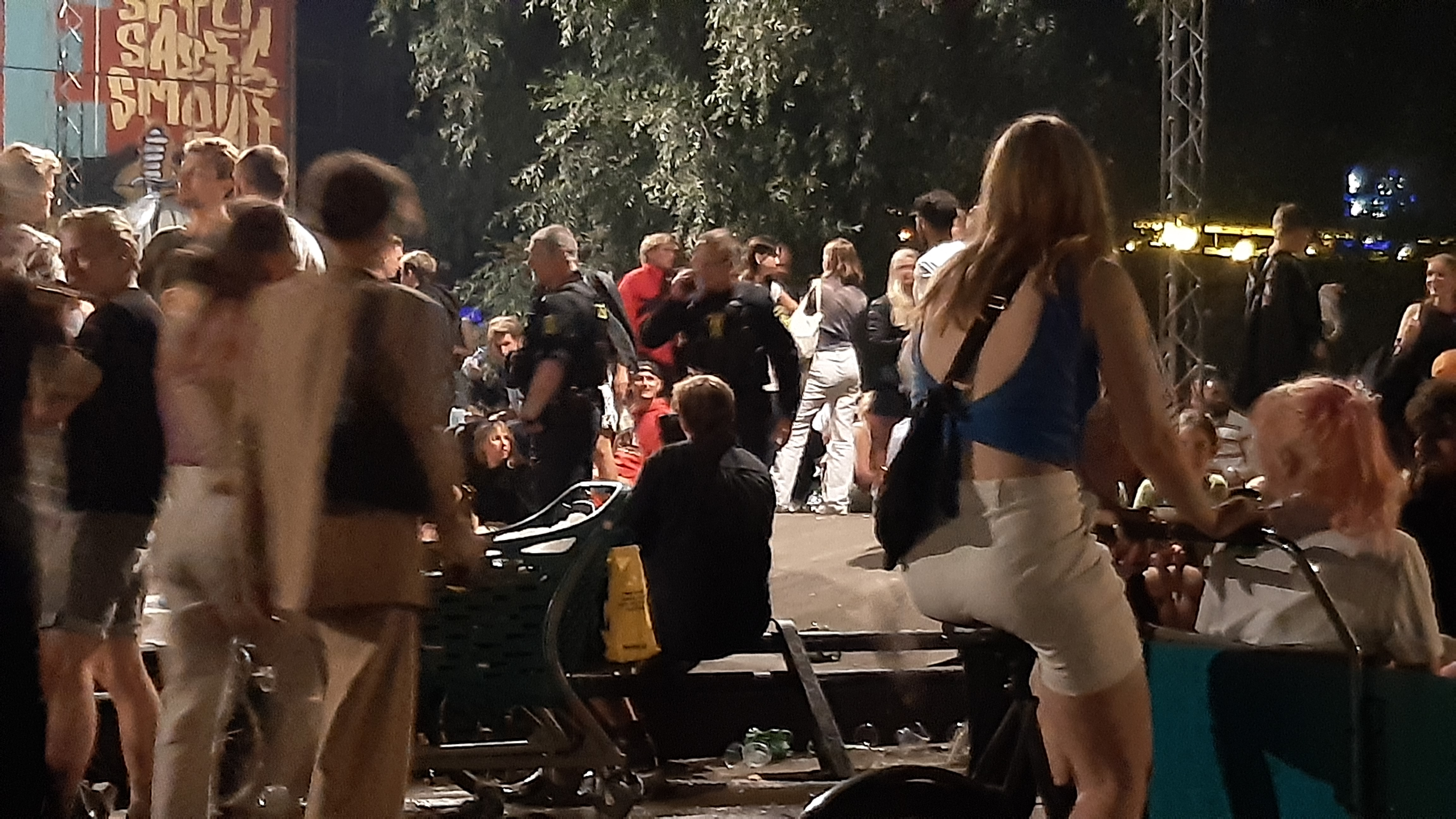
Policies fent un control de carrer després de reportar-joves fent cas omís a les restriccions sanitàries en Copenhaguen, 2020.

Una festa de coronavirus (també anomenada corona party, festa COVID o festa de confinament) és una reunió amb la intenció d'infectar-se per COVID-19. L'existència d'aquest fenomen està en disputa. Fora dels Estats Units, per exemple als Països Baixos, el terme "festa coronavirus" o similar pot referir-se a una festa regular que s'organitza per rebel·lar-se contra les regles de distanciament social, sense explícitament la intenció de propagar el virus.

## Història
El governador de Kentucky, Andy Beshear, va informar que els joves estaven participant en festes pel COVID-19. "Els participants es van reunir intencionadament" pensant que eren invencibles "i desafiant amb intenció les orientacions de l'estat per practicar el distanciament social". Un titular de la CNN, el 25 de març del 2020, va declarar: "Un grup d'adults joves va celebrar una festa de coronavirus a Kentucky per desafiar les ordres de distància social. Ara un d'ells té coronavirus". El mateix dia NPR va publicar el titular "Kentucky té 39 nous casos; i 1 persona va assistir a una 'Coronavirus Party'. Els dos titulars van representar erròniament el contingut de l'article i les citacions que van utilitzar de Beshear que no esmentaven que els participants volguessin infectar-se amb la COVID-19, sinó que els joves assistien a festes i es posaven malalts degut a la COVID-19.
El 6 de maig de 2020, The Seattle Times va informar que Meghan DeBold, directora del departament de salut comunitària de Walla Walla, Washington, va dir que el rastreig de contactes havia revelat persones que volien emmalaltir amb COVID-19 i resolgueren que havien assistit a festes de COVID19. Se cità Debold dient "Ens preguntem sobre els contactes, i hi ha 25 persones que: 'Estaven en una festa". Un article d'opinió de l'epidemiòleg Greta Bauer al The New York Times el 8 d'abril de 2020 deia que havia sentit "remor de gent... i que havien pogut organitzar una festa de la varicel·la en un esforç per captar el virus". A Rolling Stone Bauer no citava "proves directes de l'existència d'aquestes festes". The New York Times va informar el 6 de maig de 2020 que històries com de Covid Parties de Walla Walla "podrien haver estat reunions més innocents" i que els funcionaris sanitaris del comtat van retirar les seves declaracions.
El 23 de juny de 2020, es va dir que Carsyn Leigh Davis va morir de COVID-19 als 17 anys després que la seva mare la va portar a una festa de COVID a la seva església, tot i que Carsyn tenia antecedents per problemes de salut, inclòs el càncer. Tanmateix, segons l'informe del coroner, no es menciona cap festa de COVID, només una funció d'església amb 100 nens, on no es duia màscara i on no es seguien els protocols de distanciament social. Segons David Gorski, escrivint a Science-Based Medicine, la festa de l'església es va anomenar "Festa d'alliberament" i no hi ha proves que la festa fos celebrada perquè la gent pogués atrapar intencionadament COVID-19.

## Resposta
| «                                | En última instància, la història de la festa del coronavirus es va fer viral per la mateixa raó que ho fa tot el contingut social que fa vergonya: dona a les persones que es troben a casa seva una raó per donar-se cops a l'esquena i felicitar-se pels seus propis sacrificis. Aquí hi ha, sens dubte, un element d'animadversió generacional: si creieu que tots els joves són uns idiotes egoistes, és probable que creieu que s'estan reunint en massa per infectar-se a propòsit amb un virus potencialment mortal. | » |
| — E. J. Dickson de Rolling Stone | |   |

Algunes agències de notícies van considerar que les festes COVID-19 eren un mite. Rolling Stone va anomenar "avergonyir la gent a Internet per no distanciar-se socialment correctament" com a nou passatemps nord-americà favorit. Afirmant que aquests títols estan destinats a ser viralment compartits. Dient que els joves assistien a festes on contagiar-se de COVID-19, que és "molt més creïble ... la versió dels esdeveniments" que els joves que assisteixen a les festes "per contraure COVID-19". L'article de Seattle Times, de Walla Walla, va fer una revisió l'endemà de publicar la seva història de les festes COVID 19 afirmant que potser no eren exactes.
Wired va informar sobre suposats estudiants universitaris de Tuscaloosa, Alabama, anunciant festes amb convidats infectats, després apostant per quin contagi es produeix. "Posant diners en una olla i intenten aconseguir Covid", va dir el membre de l'Ajuntament, Sonya McKinstry, que va ser la font en solitari de les històries. "Qui aconseguia contagiar-se de Covid primer obtenia el pot. Un sense sentit". Wired diu que aquestes històries es van propagar com un joc de telèfon amb "converses fluixos dels funcionaris públics i periodisme desagradablement descarat". "És, per descomptat, tècnicament impossible descartar l'existència de festes Covid. Potser en algun lloc d'aquesta vasta i complexa nació hi hagi alguns ximples que s'infecten a propòsit. També és possible que el miasma de la cobertura mediàtica es coralli en un vector propi, inspirador de les festes de covid que d'una altra manera no haurien passat. Però, fins al moment, no hi ha proves difícils que fins i tot una sola hagi tingut lloc: només un recorregut recurrent de cobertura mediàtica sense alè i insubornada."
L'investigador Benjamin Radford va investigar les afirmacions dels mitjans de comunicació i va afirmar que no hi ha res de nou a aquestes històries, el món del folklore ha vist històries de persones creient que obtenir una inoculació contra la verola pot convertir les persones en vaques. Aquestes històries passen per les xarxes socials i inclouen " caramels de Halloween enverinats, jocs en línia que indueixen el suïcidi, satanistes, caravanes de migrants malalts, pallassos dolents i molts altres". Altres malalties de la infància, com la varicel·la i el xarampió, durant anys anteriors a les vacunes per evitar aquestes malalties, alguns pares celebrarien "festes de varicel·la" que Radford afirma que "encara són promogudes sovint per grups anti-vacunació ". "Suposar que tingueu un pacient disposat i potencialment infecciós (que no està dormit o en un hospital)" a celebrar una festa COVID-19 seria problemàtic per moltes raons, com sabeu que la persona té COVID-19 i no la grip? Com sabríeu la seva càrrega viral ? [ to ] "[T] tota la premissa d'aquest tipus de festes és dubtosa."
Totes les històries reportades als mitjans actualment "tenen tots els ingredients típics de rumors de pànic moral infundats", segons Radford. Professors, policia, districtes escolars, governadors "que donen a conèixer la informació amb molta prudència. Els periodistes corren amb ganes una història sensacional, i hi ha poca cosa si hi ha un seguiment sobri o escèptic ". El 10 de juliol de 2020, una estació de TV WOAI de San Antonio, Texas, va relatar una història entrevistant a la metgessa en cap de l'assistència sanitària metodista, la doctora Jane Appleby, que segons WOAI va dir que havia sentit parlar d'algú que un pacient li deia a la seva infermera abans de morir que havia assistit a una festa de COVID per veure si el virus era real o no, i ara es lamentaven d'haver assistit a la festa. Radford escriu que es tracta d'"història clàssica del folklore (amic d'un amic) presentada als mitjans de comunicació com a fet". . . "És una història anònima de tercera mà amb un nom verificable o afirmació que s'ha trobat". Fins i tot la "conversa al llit de mort" que acaba amb la història és un "trope de llegenda clàssica".
Radford i el co-amfitrió Celestia Ward discuteixen els detalls de la possibilitat de les parts de COVID al podcast Squaring the Strange, Ward es mostrava dubtós sobre les reclamacions de joc sobre les històries de la primera persona per aconseguir COVID-19 després que el partit guanyés una olla de diners. Ella no podia veure com definiries les regles, si algú volia guanyar, "no podien simplement passar una estona als bars sense màscara? . .. Com sabríeu que recollien el virus a la festa i no en un altre lloc? Com sabeu que ja no tenien el virus abans de venir a la festa? " Radford va dir que les persones no mèdiques no poden saber quant una persona infectada podria vessar el virus en un moment concret, "potser no podreu agafar el virus que estigui al costat d'algú durant 15 minuts ... però heu de fer un petó profund. "per assegurar-vos que tingueu una bona oportunitat de contractar COVID-19.